# Man O Man
Man O Man var ett svenskt tävlingsprogram som visades på TV3 under 1990-talet. I programmet tävlade ett antal män om att attrahera en kvinnlig publik.
Det fanns tre programledare från Sverige, Norge och Danmark. Svensk programledare var Peter Ahlm, grundaren av Gula Tidningen.
Programmet sändes i TV3 på fredagskvällar.